# Georg Ludwig von Edelsheim
Georg Ludwig von Edelsheim (Hanau, 22 giugno 1740 – Karlsruhe, 1º dicembre 1814) è stato un politico e diplomatico tedesco.
Fu primo ministro del Margraviato del Baden, nonché nonno del generale austriaco Leopold Edelsheim e del feldmaresciallo ungherese Ferenc Gyulay.

## Biografia
Georg Ludwig von Edelsheim era membro di una famiglia aristocratica tedesca originaria di Hanau, dove egli stesso nacque. Suo padre, Philipp Reinhard von Edelsheim (27 luglio 1695 - 11 luglio 1772), era primo ministro della contea di Hanau-Munzenberg, mentre sua madre era la baronessa Friederike von Zeschlin (1703 - 19 gennaio 1761). Suo nonno fu il politico e scrittore Friedrich Christian Seifert von Edelsheim. Suo fratello fu il politico Wilhelm von Edelsheim.
Sin da giovane, Georg Ludwig studiò dapprima a Gottinga, poi a Strasburgo e infine a Ginevra, per poi trasferirsi a Gotha. Su raccomandazione della sorella di Federico II di Prussia, Filippina Carlotta, gli venne affidata una missione segreta che fu utile ad avviare i negoziati per una pace speciale con la Francia nel febbraio 1760. Questo fatto lo portò a visitare Parigi e Londra e, anche se successivamente i negoziati fallirono, ottenne la fiducia e il favore di Federico II per l'abilità diplomatica dimostrata e la sua assoluta discrezione nel caso.
Nel maggio 1761 divenne segretario della legazione prussiana a Londra e nel 1763, dopo la firma del trattato di Hubertusburg, venne assegnato al Ministero degli Affari Esteri di Berlino per completare la propria formazione come diplomatico. Nel 1771 divenne il successore dell'ambasciatore prussiano Jakob Friedrich von Rohde (1700-1784) a Vienna, il quale già aveva rappresentato in sostituzione in passato.
Dopo la morte di suo padre, presentò alla corte prussiana la sua richiesta di recessione dal proprio incarico per poter prendere dal 1773 la completa gestione delle sue proprietà di famiglia che erano ora ricadute in suo possesso.
Nell'aprile del 1778, Federico II lo richiamò per affidargli un altro importante incarico: sondare l'umore degli stati più piccoli della Germania centrale e meridionale (Weimar, Gotha, Kassel, Darmstadt, Karlsruhe) per vedere se fosse possibile legarli alla causa della Prussia contro le mire dell'Austria. Per quanto alcuni dei locali principi tedeschi si fossero detti favorevoli in maniera informale, la Francia incominciò a insospettirsi di questa attività che a ogni modo divenne inutile dopo la firma della pace di Teschen. Tale missione diplomatica, a ogni modo, preparò il terreno per la successiva Lega dei Principi.
Nell'aprile del 1784, accettò la chiamata del margravio Carlo Federico del Baden e si trasferì a Karlsruhe dove ottenne la nomina a colonnello, ciambellano e consigliere privato del sovrano, venendogli concessa anche la possibilità di rappresentare il Baden al circolo imperiale di Svevia da poco istituito.
Dopo la morte di suo fratello, il margravio Carlo Federico lo nominò suo successore come ministro degli affari esteri il 28 aprile 1794. In autunno era intenzionato a riprendere la campagna di sensibilizzazione dei principi tedeschi nei confronti della Prussia contro la Francia, ma venne costretto a perseguire una politica pacificatrice dopo la conclusione della pace di Basilea; del suo lavoro diplomatico, a ogni modo, beneficerà il Baden ottenendo ulteriori espansioni territoriali tra il 1803 e il 1810.
Durante l'invasione francese del 1796, il margravio fuggì a Triesdorf e Georg Ludwig rimase alla guida del governo e del consiglio segreto di stato. Dall'autunno 1797 all'aprile 1799, partecipò ai negoziati del Congresso di Rastatt per conto del Baden e venne coinvolto nell'affare relativo all'assassinio di alcuni inviati francesi. Nella primavera del 1801, il margravio Carlo Federico lo inviò a Parigi come sostituto dell'ambasciatore Sigismund von Reitzenstein, malato, al fine di condurre delle trattative per ottenere dei risarcimenti di guerra per il Baden.
Dopo la conclusione della pace di Basilea, prese le distanze dalla politica prussiana e preferì mantenere la neutralità per il proprio stato; per fare ciò venne costretto a sottoscrivere un'alleanza con Napoleone Bonaparte nell'autunno del 1805. Alla sua morte venne succeduto nella sua carica da Ludwig Wilhelm Alexander von Hövel.

## Matrimonio e figli
Georg Ludwig sposò Adelheid von Keyserlingk (3 luglio 1744 - 12 giugno 1818) nel 1773, figlia di Dietrich Cesarion von Keyserlingk (1698-1745), confidente di Federico II di Prussia, e di sua moglie, la contessa Eleonore Louise Albertine von Schlieben-Sanditten (1720-1755). Insieme la coppia ebbe tre figli:
- Wilhelm (31 agosto 1774 - 1º ottobre 1840), consigliere granducale, maestro delle cerimonie e ciambellano reale prussiano, sposò Frederike (5 ottobre 1803 - 28 agosto 1866), figlia di Ernst von Gemmingen-Hornberg (1759–1813), compositore, e di sua moglie Henriette von Holle (1771–1814), dama della granduchessa di Baden; il loro unico figlio fu il futuro generale Leopold Edelsheim;
- Adelheid Wilhelmine Luise (9 marzo 1778 - 16 febbraio 1830), sposò il conte Karl von Einsiedel (9 marzo 1770 - 25 marzo 1841), ambasciatore sassone a Monaco;
- Julie Marie Anna (17 febbraio 1779 - 26 febbraio 1830), sposò il generale ungherese Ignác Gyulai